# South West Wiltshire (circonscription britannique)
Circonscription parlementaire de la Chambre des communes
La circonscription de South West Wiltshire  est une circonscription située dans le Wiltshire, et représentée à la Chambre des communes du Parlement britannique depuis 2010 par Andrew Murrison du Parti conservateur.

## Géographie
La circonscription comprend :
- les villes de Westbury, Warminster et Mere ;
- les villages de Chitterne et Dinton.

## Députés
Les Members of Parliament (MPs) de la circonscription sont :
| Législature                                         | Années       | Député | Député          | Parti        |
| --------------------------------------------------- | ------------ | ------ | --------------- | ------------ |
| South West Wiltshire issue de Westbury et Salisbury |              |        |                 |              |
| 55e                                                 | 2010–2015    |        | Andrew Murrison | Conservateur |
| 56e                                                 | 2015–2017    |        | Andrew Murrison | Conservateur |
| 57e                                                 | 2017–2019    |        | Andrew Murrison | Conservateur |
| 58e                                                 | 2019–Présent |        | Andrew Murrison | Conservateur |